# Takeo (město)
Takeo (japonsky:武雄市 Takeo-ši) je japonské město v prefektuře Saga na ostrově Kjúšú. Žije zde téměř 50 tisíc obyvatel. Takeo je prvním městem v Japonsku, které má od roku 2011 hlavní stránky na Facebooku.

## Partnerská města
- Sebastopol, Kalifornie, Spojené státy americké